# Regije Brazilije
Brazilija je geopolitično razdeljena na pet regij (imenovanih tudi makroregije) s strani Brazilskega inštituta za geografijo in statistiko, ki jih tvorijo zvezne države Brazilije. Čeprav je uradno priznana, je delitev le akademska, med drugim upošteva geografske, socialne in gospodarske dejavnike in nima nobenih političnih učinkov, razen usmerjanja vladnih programov na zvezni ravni. Na državni ravni se delijo še na vmesne regije in še naprej na mikroregije.

## Pet regij
| Ime                    | Št. prebivalcev (štetje 2022) | Najbolj naseljena občina | Največje metropolitansko območje         | Število zveznih enot |
| ---------------------- | ----------------------------- | ------------------------ | ---------------------------------------- | -------------------- |
| Severna regija         | 17,3 milijon                  | Manaus                   | Metropolitansko območje Manaus           | 7                    |
| Severovzhodna regija   | 54,6 milijon                  | Fortaleza                | Metropolitansko območje Recife           | 9                    |
| Srednje-zahodna regija | 16,2 milijon                  | Brasilia                 | Urbani metropolitanski kompleks Brasilia | 4                    |
| Jugovzhodna regija     | 84,8 milijon                  | São Paulo                | Metropolitansko območje São Paulo        | 4                    |
| Južna regija           | 29,9 milijon                  | Curitiba                 | Metropolitansko območje Porto Alegre     | 3                    |

## Severna regija
- Površina: 3.689.637,9 km² (45,27%)
- Prebivalstvo: 17.354.884 (4,5 ljudi/km²; 6,2 %; 2016)
- BDP: 308 milijard R$ / 94,8 milijarde US$ (2016; 4,7 %) (5.)
- Podnebje: Ekvatorialno
- Države: Acre, Amapá, Amazonas, Pará, Rondônia, Roraima, Tocantins
- Največja mesta: Manaus (2.063.689); Belém (1.303.403); Ananindeua (478.778); Porto Velho (460.434); Macapá (442.933); Boa Vista (413.486); Rio Branco (364.756); Santarém (331.937); Palmas (302.692)
- Gospodarstvo: železo, baker, zlato, boksit, mangan,[3] Açaí, ananas,[4][5][6][7] proizvodnja energije,[8][9][10] elektronska proizvodnja,[11][12] turizem.[13][14]
- Promet: Večinoma reke (ki jih je v regiji veliko). Avtocest je malo in so prisotne predvsem na vzhodu. Letala se običajno uporabljajo v majhnih oddaljenih skupnostih in včasih v večjih mestih.
- Vegetacija: Skoraj celotno regijo pokriva amazonski deževni gozd, razen države Tocantins, ki ima savani podobno vegetacijo (cerrado). Večina avtohtone vegetacije je še vedno ohranjena.
- Pomembne značilnosti: Prisotnost amazonskega deževnega gozda, ki prevladuje v vseh zveznih državah, razen v Tocantinsu. Mesta v regiji so razpršena daleč narazen in ima najnižjo gostoto prebivalstva v državi. V regiji je zelo malo asfaltiranih cest, saj je skoraj izolirana od ostale države. Je tudi največja regija v Braziliji, saj je odgovorna za skoraj polovico brazilskega ozemlja. Gospodarska rast je nad državnim povprečjem (zlasti v Amazoniji in Tocantinsu).

## Severovzhodna regija
- Površina: 1.561.177 km² (18,3%)
- Prebivalstvo: 54.658.515 (30,55 oseb/km²; 29 %; 2009)
- BDP: 437 milijard R$ / 273,1 milijarde US$ (2009; ~12 %) (3. mesto)
- Podnebje: Vroče vse leto. Tropsko ob obali in polsušno v notranjosti; polekvatorialno na skrajnem zahodu regije
- Države: Alagoas, Bahia, Ceará, Maranhão, Paraíba, Pernambuco, Piauí, Rio Grande do Norte, Sergipe
- Največja mesta: Salvador (2.676.606); Fortaleza (2.447.409); Recife (1.536.934); São Luís (1.011.943); Maceió (932.608); Natal (789.836); Teresina (714.583); João Pessoa (595.429); Jaboatão dos Guararapes; (580.795); Feira de Santana (481.137); Aracaju (461.083); Olinda (368.666); Campina Grande (354.546).
- Gospodarstvo: turizem, tropsko sadje (kokos, papaja, melona, banana, mango, ananas), kakav, indijski oreščki, soja, bombaž, sladkorni trs,[15][16][17] proizvodnja strojev, tekstil, proizvodnja vetrne energije,[18] pridobivanje soli.[19]
- Promet: Predvsem ceste, ki jih je več ob obali, pomemben pa je tudi promet po morju.
- Vegetacija: Večinoma puščavska vegetacija, s tropskimi gozdovi ob obali in na zahodu ter savani na jugozahodu.
- Pomembne značilnosti: To območje je bil prvi del Brazilije, ki so ga odkrili Portugalci, in tu je bila ustanovljena prva brazilska prestolnica Salvador. Ima najnižje ravni v državi pri skoraj vseh socialnih kazalnikih, saj velja za najbolj revno regijo v Braziliji. Vendar pa od začetka 21. stoletja raste nad nacionalnim povprečjem in postopoma zmanjšuje socialno-ekonomsko razdaljo do drugih regij.

## Srednjezahodna regija
- Površina: 1.612.007,2 km² (18,86%)
- Prebivalstvo: 16.289.538 (7,2 ljudi/km²; 6,4 %)
- BDP: 279 milijard R$ / 174,3 milijarde US$ (2008; 8,3 %) (4.)
- Podnebje: savansko podnebje (vroče, z malo padavinami pozimi na severovzhodu in vzhodu; tropsko na vzhodu in zahodu; ekvatorialno na severu; nekateri kraji zmernega podnebja na jugu).
- Države: Goiás, Mato Grosso, Mato Grosso do Sul, zvezno okrožje Brazilija (Distrito Federal).
- Največja mesta: Brasilia (prestolnica) (2.562.963); Goiânia (1.318.148); Campo Grande (796.252); Cuiabá (556.298); Aparecida de Goiânia (442.978); Anápolis (334.613).
- Gospodarstvo: živinoreja, soja, koruza, sladkorni trs, bombaž, paradižnik, nikelj, baker, zlato, turizem
- Promet: Ceste, kjer so prisotni (predvsem v osrednjih in vzhodnih regijah); promet po rekah je pogost na severu in vzhodu; letala se uporabljajo v oddaljenih in manjših skupnostih.
- Vegetacija: Večinoma savani podobna vegetacija, vključno s Pantanalom (Chaco (provinca), v Paragvaju), poplavna območja na zahodu, ekvatorialni deževni gozdovi na severu.
- Pomembne značilnosti: Zaradi nizke gostote prebivalstva se večina zemlje v regiji uporablja za pašo namesto za kmetijstvo. Regija je tudi najmanj industrializirana v državi, temelji predvsem na predelavi hrane in mesa.

## Jugovzhodna regija
- Površina: 927.286 km² (10,85%)
- Prebivalstvo: 84.840.113 (77,96 oseb/km², 38 %)
- BDP: 1629 bilijonov R$ / 803 milijard US$ (2008; ~49 %) (1.)
- Podnebje: na severozahodu tropsko (toplo, razmeroma suho pozimi in mokro poleti); polsušno na severu; zmerno na jugu
- Države: Espírito Santo, Minas Gerais, Rio de Janeiro, São Paulo
- Največja mesta: São Paulo (11.037.593); Rio de Janeiro (6.186.710); Belo Horizonte (2.452.617); Guarulhos (1.299.283); Campinas (1.064.669); São Gonçalo (991.382); Duque de Caxias (872.762); Nova Iguaçu (865.089); São Bernardo do Campo (810.979); Osasco (718.646); Santo André (673.396); Uberlândia (634.345); Contagem (625.393); São José dos Campos (615.871); Sorocaba (584.313); Ribeirão Preto (563.107); Juiz de Fora (526.706); Belford Roxo (501.544); Niterói (479.384); São João de Meriti (469.827); Betim (441.748); Campos dos Goytacazes (434.008).
- Gospodarstvo: proizvodnja (stroji, elektronika, avtomobili in letalstvo, jeklo, kemikalije, čevlji, tekstil), kava, sladkorni trs, pomarančni sok,[20] živinoreja, turizem, nafta,[21][22] železo, zlato, proizvodnja energije (vendar ne zadostuje za zadovoljitev njenega povpraševanja).[23] Jugovzhod je gospodarsko središče Brazilije in večina velikih podjetij, prisotnih v Braziliji, ima svoje sedeže v tej regiji. Gospodarski uspeh te regije je kombinacija njenih 4 držav. Zvezna država São Paulo je najbolj razvita v državi, ima tako visoko gostoto prebivalstva kot zahodna Evropa, HDI [1] pa je primerljiv z vzhodno Evropo. Rio de Janeiro je vodilni v proizvodnji nafte (s skoraj 3/4 nacionalne proizvodnje) [2]. Minas Gerais in Espírito Santo se nahajata v najbogatejši rudarski regiji v Braziliji.
- Promet: Regija je močno pokrita s cestami in do neke mere z železnicami. Železnice in reke se uporabljajo predvsem za tovorni promet in tam, kjer so prisotne. V regiji je tudi več letaliških vozlišč, ki zagotavljajo številne domače in mednarodne zračne poti.
- Vegetacija: večinoma tropski podobni pollistavci (Mata Atlântica); polsušno na severu, skoraj brez vegetacije; savani podobno rastlinstvo na zahodu in na severozahodu (Cerrado). Še vedno je ostalo zelo malo avtohtone vegetacije (~2 %, večinoma v parkih.)
- Pomembne značilnosti: jugovzhodna regija je glavna sila brazilskega gospodarstva, odgovorna za 49 % brazilskega BDP (približno 1024 milijard USD v letu 2010). Je tudi najbolj naseljena regija v državi z več kot 80 milijoni ljudi in vsebuje tri najpomembnejše metropolitanske regije (São Paulo, Rio de Janeiro in Belo Horizonte), pa tudi številna druga velika mesta (kot je Vitória (glavno mesto države Espírito Santo), Campinas, Uberlândia in več drugih.)

## Južna regija
- Površina: 577.214 km¹ (6,75%)
- Prebivalstvo: 29.937.706 (43,46 oseb/km², 12,5 %)
- BDP: 503 milijarde R$ / 313,8 milijarde US$ (2008; ~15 %) (2.)
- Podnebje: ob obali subtropsko, poleti vroče do zmerno vroče, zime mile in zelo vlažne, gorovje, doline in planote v notranjosti pa zmerno, z zmernimi temperaturami poleti in hladnimi pozimi, z dobro porazdeljene padavine. Sneg je relativno pogost, predvsem v visokogorju (na primer v São Joaquimu v zvezni državi Santa Catarina).
- Države: Paraná, Rio Grande do Sul, Santa Catarina
- Največja mesta:[24]] Curitiba (1.764.540); Porto Alegre (1.413.094); Joinville (520.905); Londrina (511.278); Caxias do Sul (441.332); Florianópolis (427.298); Maringá (362.329); Pelotas (328.864); Canoas (325.188); Ponta Grossa (314.527); Blumenau (312.634); Cascavel (289.339); Foz do Iguaçu (255.900); in Santa Maria (262.368).
- Gospodarstvo: strojna in avtomobilska industrija, tekstil, obutev, informacijska tehnologija, turizem, soja, koruza, pšenica, tobak, riž, jabolka, vino,[25] živina, premog,[26][27] proizvodnja energije.[28]
- Promet: Po vsej regiji je veliko razvitih cest in železnic, čeprav se slednje uporabljajo predvsem za tovorni promet. Reke se uporabljajo, kadar je to mogoče.
- Vegetacija: deževni gozdovi vzdolž obale (Mata Atlântica), subtropski polsuh na severu in zahodu (Araucárias) in prerijskim rastlinjem na jugu (Pampa). Zaradi krčenja gozdov je še vedno malo avtohtone vegetacije.
- Pomembne značilnosti: Južna regija Brazilije je zgodovinsko značilna po visokem življenjskem standardu z bistveno boljšimi socialnimi kazalniki, ki vključujejo nekatera mesta z najvišjo stopnjo HDI v državi, vključno z njihovimi prestolnicami. Mesta imajo tudi visoko stopnjo urbanizma v primerjavi z drugimi deli Brazilije. Regija je urbanizirano skoraj najnovejša, nedavno so jo naselili evropski priseljenci (priseljevanje skoraj 19. stoletja in begunci iz prve in druge svetovne vojne). Dodali so k lokalni kulturi, zlasti v arhitekturi, kulinariki in oblikah kmetijstva. Južna regija pa ni imuna pred revščino, nasiljem in drugimi socialnimi vprašanji, zlasti v večjih mestih, čeprav na nižji ravni kot revnejša območja v državi. Država Santa Catarina je sorazmerno najbolj bela država v Braziliji, saj je več kot 87 % njenega prebivalstva Evropejcev. Tudi druge južne države imajo najvišji odstotek evropskega prebivalstva.

## Narodnostna sestava regij
Sestava regij Brazilije glede na avtosomne genetske študije, osredotočene na brazilsko populacijo (za katero je bilo ugotovljeno, da je zapleten talilni lonec komponent Evropejcev, Afričanov in Indijancev):
Študija avtosomne DNK iz leta 2011 s skoraj 1000 vzorci iz vse države (»belci«, »pardos« in »črnci«) je pokazala velik evropski prispevek, ki mu je sledil visok afriški prispevek in pomembna domorodna komponenta. Študija je pokazala, da so Brazilci iz različnih regij bolj homogeni, kot so nekateri mislili zgolj na podlagi popisa. »Brazilska homogenost je torej veliko večja med brazilskimi regijami kot znotraj brazilskih regij«.